# Monthureux-le-Sec
Monthureux-le-Sec è un comune francese di 165 abitanti situato nel dipartimento dei Vosgi nella regione del Grand Est.

## Società

### Evoluzione demografica
Abitanti censiti